# Chalcosyrphus annulipes
Chalcosyrphus annulipes är en tvåvingeart som först beskrevs av Meijere 1924.  Chalcosyrphus annulipes ingår i släktet mulmblomflugor, och familjen blomflugor. Inga underarter finns listade i Catalogue of Life.